# Noch nicht ganz tot
Noch nicht ganz tot (Originaltitel: Not Dead Yet) ist eine US-amerikanische Comedyserie, basierend auf dem 2020 erschienenen Roman Confessions of a Forty-Something F**k Up von Alexandra Potter. Die Premiere der Serie fand am 8. Februar 2023 auf dem US-Networksender ABC statt. Im deutschsprachigen Raum erfolgte die Erstveröffentlichung der Serie am 31. Mai 2023 durch Disney+ via Star als Original.

## Handlung
Vor zehn Jahren ließ Nell Serrano ihr altes Leben als Zeitungsreporterin in den USA hinter sich, um mit ihrem Liebhaber nach Großbritannien zu ziehen. Doch ihr Leben in der Gegenwart sieht alles andere als rosig aus. Nell ist wieder Single, finanziell schlecht gestellt und fühlt sich vom Pech verfolgt. Sie fasst den Plan, in die Vereinigten Staaten zurückzukehren und dort weiterzumachen, wo sie aufgehört hat. Dieses Vorhaben erweist sich jedoch als weitaus schwieriger als erwartet, und Nell erhält lediglich eine Anstellung als Verfasserin von Nachrufen. Allerdings entpuppt sich dieser Job schnell als unerwartete Quelle wertvoller Lebensratschläge. Denn immer, wenn Nell einen Nachruf für einen Verstorbenen verfassen will, erscheint ihr der Geist der Person, über die sie schreibt. Nur Nell kann sie sehen und hören, und die Geister unterhalten sich mit ihr und geben ihr auch den einen oder anderen Ratschlag. Die Geister helfen ihr auch beim Verfassen ihrer eigenen Nachrufe, indem sie Nell ihre Geschichten erzählen.

## Besetzung und Synchronisation
Die deutschsprachige Synchronisation entstand nach den Dialogbüchern von Martina Mank, Irina von Bentheim und Christian Hanisch sowie unter der Dialogregie von Martina Mank und Irina von Bentheim durch die Synchronfirma Iyuno-SDI Group Germany in Berlin.
| Figur        | Darsteller          | Deutscher Sprecher     |
| ------------ | ------------------- | ---------------------- |
| Nell Serrano | Gina Rodriguez      | Katharina Schwarzmaier |
| Sam          | Hannah Simone       | Susanne Geier          |
| Lexi         | Lauren Ash          | Antje Thiele           |
| Edward       | Rick Glassman       | Florian Hoffmann       |
| Dennis       | Josh Banday         | Florian Clyde          |
| Cricket      | Angela Elayne Gibbs | Anke Reitzenstein      |

## Episodenliste

### Staffel 1
| Nr. (ges.) | Nr. (St.) | Deutscher Titel                               | Originaltitel              | Erstausstrahlung (USA) | Deutschsprachige Erstveröffentlichung (D/A/CH) | Regie            | Drehbuch                                          |
| ---------- | --------- | --------------------------------------------- | -------------------------- | ---------------------- | ---------------------------------------------- | ---------------- | ------------------------------------------------- |
| 1          | 1         | Pilotfolge                                    | Pilot                      | 8. Feb. 2023           | 31. Mai 2023                                   | Dean Holland     | Casey Johnson & David Windsor                     |
| 2          | 2         | Noch nicht ganz ein Tiger                     | Not a Tiger Yet            | 8. Feb. 2023           | 31. Mai 2023                                   | Todd Holland     | Marc Firek                                        |
| 3          | 3         | Noch nicht ganz mit der High School durch     | Not Out of High School Yet | 15. Feb. 2023          | 31. Mai 2023                                   | Gail Mancuso     | Josh Greenberg                                    |
| 4          | 4         | Noch nicht ganz bereit zum Daten              | Not Dating Yet             | 22. Feb. 2023          | 31. Mai 2023                                   | Melanie Mayron   | Maggie Mull                                       |
| 5          | 5         | Noch nicht ganz bereit, nach vorne zu schauen | Not Moving on Yet          | 1. März 2023           | 31. Mai 2023                                   | Dean Holland     | Chelsea Devantez                                  |
| 6          | 6         | Noch nicht ganz bereit zu teilen              | Not Ready to Share Yet     | 8. März 2023           | 31. Mai 2023                                   | Chris Koch       | Becky Mann & Audra Sielaff                        |
| 7          | 7         | Noch nicht ganz aus dem Spiel raus            | Not Out of the Game Yet    | 15. März 2023          | 31. Mai 2023                                   | Shahrzad Davani  | Eddie Quintana                                    |
| 8          | 8         | Noch nicht ganz eine ehrliche Beziehung       | Not Friends Yet            | 5. Apr. 2023           | 31. Mai 2023                                   | Gail Lerner      | Michael J. Feldman & Debbie Jhoon                 |
| 9          | 9         | Noch nicht ganz verstreut                     | Not Scattered Yet          | 12. Apr. 2023          | 31. Mai 2023                                   | Dean Holland     | Eddie Quintana, Michael J. Feldman & Debbie Jhoon |
| 10         | 10        | Noch nicht ganz gesund                        | Not Well Yet               | 19. Apr. 2023          | 31. Mai 2023                                   | Michael McDonald | Josh Greenberg                                    |
| 11         | 11        | Noch nicht ganz in der Stimmung               | Not Feeling It Yet         | 26. Apr. 2023          | 31. Mai 2023                                   | Anya Adams       | Mattie Bayne                                      |
| 12         | 12        | Noch nicht ganz eine Prinzessin               | Not a Fairytale Yet        | 3. Mai 2023            | 31. Mai 2023                                   | Claire Scanlon   | Marc Firek                                        |
| 13         | 13        | Noch nicht ganz überwunden                    | Not Just Yet               | 3. Mai 2023            | 31. Mai 2023                                   | Dean Holland     | Becky Mann & Audra Sielaff                        |

### Staffel 2
| Nr. (ges.) | Nr. (St.) | Deutscher Titel                   | Originaltitel        | Erstausstrahlung (USA) | Deutschsprachige Erstveröffentlichung (D/A/CH) | Regie            | Drehbuch                          |
| ---------- | --------- | --------------------------------- | -------------------- | ---------------------- | ---------------------------------------------- | ---------------- | --------------------------------- |
| 14         | 1         | Noch nicht ganz wertvoll          | Not Owning It Yet    | 7. Feb. 2024           | 3. Juli 2024                                   | Dean Holland⁠⁠     | Marc Firek                        |
| 15         | 2         | Noch nicht ganz valentinstauglich | Not a Valentine Yet  | 14. Feb. 2024          | 3. Juli 2024                                   | Dean Holland     | Chelsea Devantez                  |
| 16         | 3         | Noch nicht ganz absehbar          | Not in the Cards Yet | 21. Feb. 2024          | 3. Juli 2024                                   | Michael McDonald | Debbie Jhoon & Michael J. Feldman |
| 17         | 4         | Noch nicht ganz höflich           | Not Polite Yet       | 28. Feb. 2024          | 3. Juli 2024                                   | Melanie Mayron   | Eddie Quintana⁠⁠                    |
| 18         | 5         | Noch nicht ganz gelöst            | Not Solved Yet       | 13. März 2024          | 3. Juli 2024                                   | Dean Holland     | Becky Mann & Audra Sielaff        |
| 19         | 6         | Noch nicht ganz abgegrenzt        | Not Going Home Yet   | 20. März 2024          | 3. Juli 2024                                   | Michael McDonald | Josh Greenberg                    |
| 20         | 7         | Noch nicht ganz im Spiel          | Not in the Game Yet  | 10. Apr. 2024          | 3. Juli 2024                                   | Keith Powell     | Liz Astrof                        |
| 21         | 8         | Noch nicht ganz du⁠⁠                | Not You Yet          | 17. Apr. 2024⁠⁠          | 3. Juli 2024                                   | Natalia Anderson | Mattie Bayne                      |
| 22         | 9         | Noch nicht ganz am Ende           | Not the End Yet      | 24. Apr. 2024⁠⁠          | 3. Juli 2024                                   | Melissa Fumero   | Grace Condon⁠⁠                      |
| 23         | 10        | Noch nicht ganz ein Geist         | Not a Ghost Yet      | 24. Apr. 2024⁠⁠          | 3. Juli 2024                                   | Dean Holland     | Casey Johnson & David Windsor     |